# Tabanus bovinus
Tabanus bovinus là một loài ruồi trong họ Tabanidae. Đối với con người nó ít gây hại hơn các loài Chrysops).
Giống tất cả các loài ruồi trâu khác, chỉ có con cái cần hút máu, điều này giúp nó có đủ protein để đẻ trứng. Con đực không cắn và có khuynh hướng sống ở vùng đất rừng, nơi có các động vật trên cạn.

## Hình ảnh

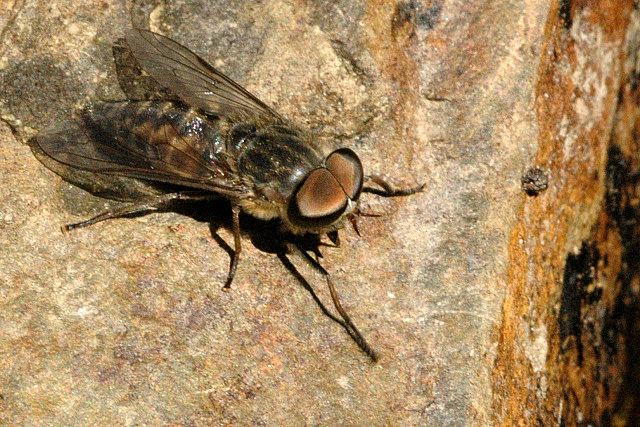
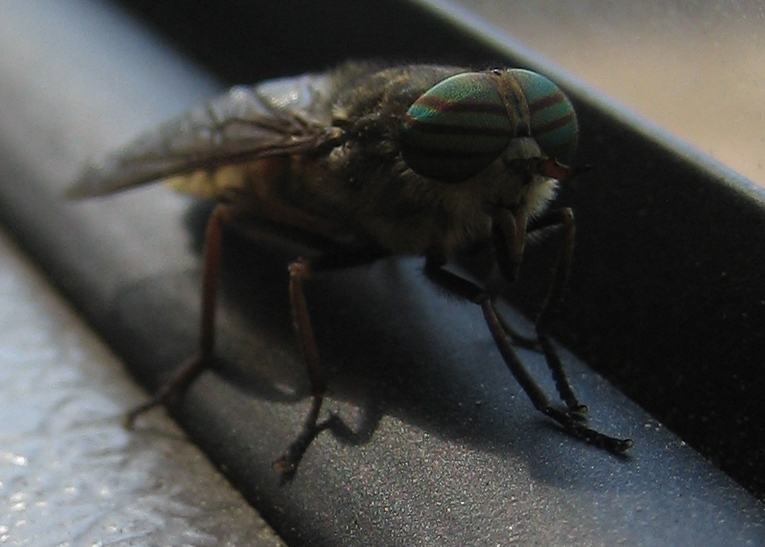
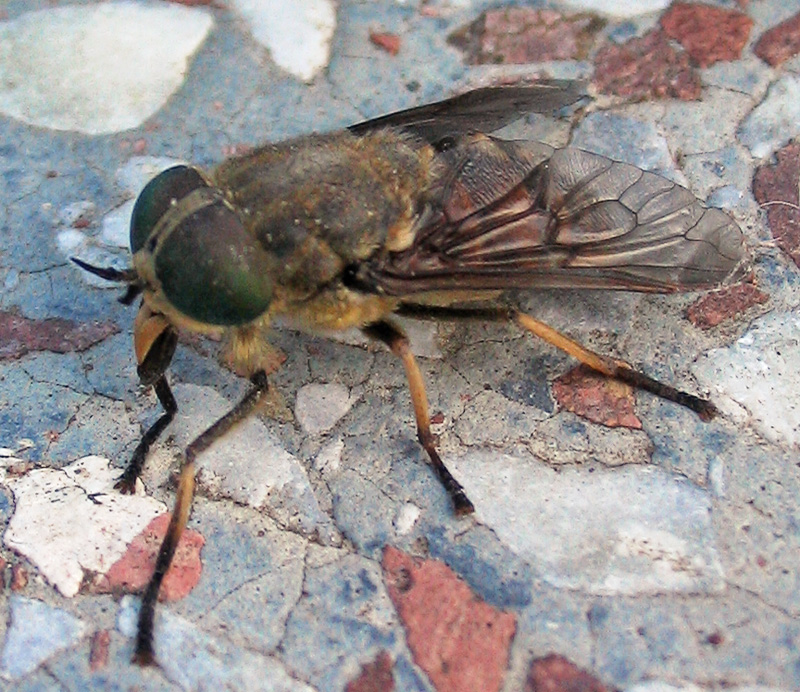
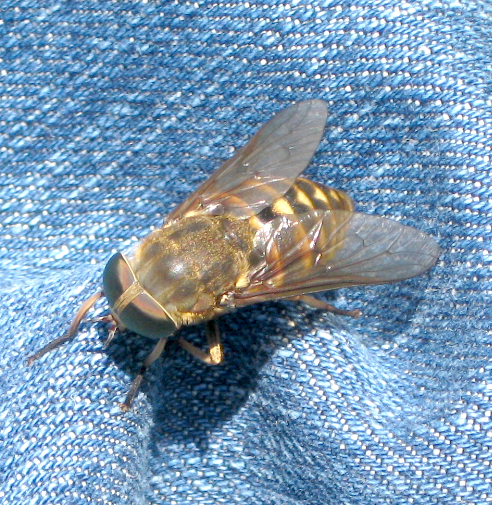